# Guzki Heberdena

Guzki Heberdena.

Guzki Heberdena – guzki charakterystyczne dla choroby zwyrodnieniowej stawów rąk, występujące na grzbietowej powierzchni stawów międzypaliczkowych dalszych.
Guzki składają się z tkanki kostnej i chrzęstnej, w ich okolicy może dojść niekiedy do odczynów zapalnych.
Opisał je brytyjski lekarz William Heberden.